# Kantele

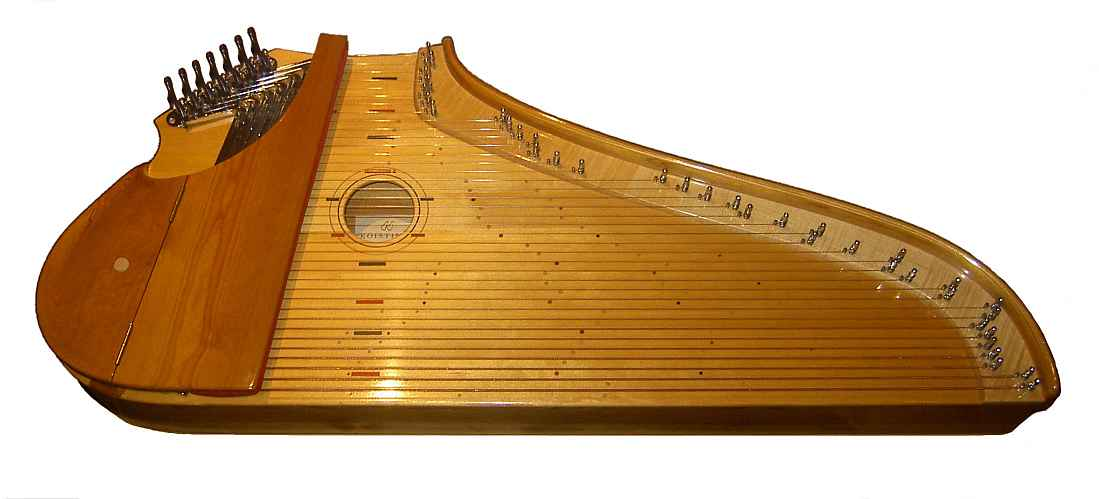
Konzertkantele mit 38 Saiten

Die Kantele ([ˈkɑntɛlɛ], finnisch) oder Kannel  ([ˈkɑnːɛl], finnisch und estnisch) ist eine griffbrettlose Kastenzither, die vor allem in Finnland, Estland und Karelien gespielt wird. 

## Bauform

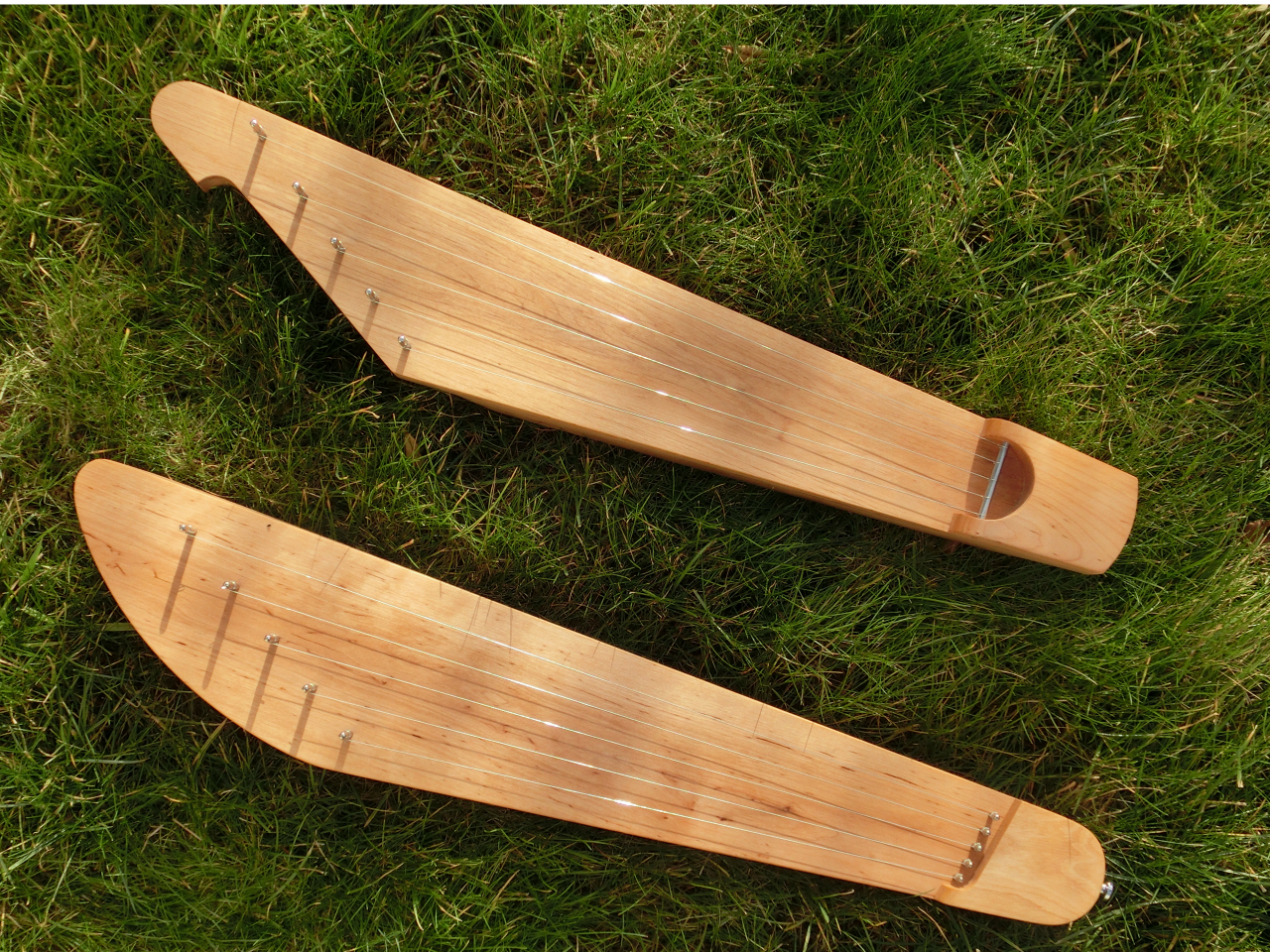
Zwei fünfsaitige Kantelen (2014)

Das Zupfinstrument besteht in der älteren Form aus einem flügelförmigen Resonanzkörper aus Holz, der aus einem ausgebrannten und mit dem Beil ausgehöhlten Birkenstamm besteht. Auf diesem sind fünf pentatonisch gestimmte Rosshaarsaiten angebracht. Bis zur Mitte des 20. Jahrhunderts wandte man diese Methode an. Es gab sie in verschiedenen Größen und meist gestimmt in D-Dur oder d-Moll. Die ursprünglichen fünf Saiten wurden im Lauf der Zeit auf bis zu dreiundzwanzig Saiten erweitert.
Moderne Kantelen können bis zu 46 Stahlsaiten haben, die während des Spiels mit Hilfe eines Hebelsystems um einen Halbton höher oder tiefer gestimmt werden können. Das Instrument wird – ähnlich wie die alpenländische Zither – auf dem Schoß oder auf einem kleinen Tisch liegend mit den Fingern gespielt. Manchmal wird auch ein Plektrum genutzt. Ein gepolstertes Brett, das über den Saiten angebracht ist, kann durch Herunterdrücken alle Saiten abdämpfen.
Auch eine elektrische Kantele wurde in Finnland entwickelt.
Auf dem Korpus der rechts oben abgebildeten Konzertkantele sind die C- und G-Saiten mit schwarzen bzw. roten Markierungen gekennzeichnet, außerdem sind die Berührungspunkte zum Erzeugen von Flageoletttönen markiert.
In Waldorfschulen wird ein rundlich geformtes, pentatonisch gestimmtes Zupfinstrument benutzt, dessen Entwicklung von der Kantele inspiriert wurde und das daher denselben Namen trägt.

## Spielweise
Die Kantele kann man auf zwei Arten spielen: Die meisten Spieler haben die langen Saiten direkt vor sich liegen (Haapavesi-Stil), während Spieler mit stark traditionellen Wurzeln die kurzen Saiten zu sich gewendet haben (Perhonjoki-Stil oder auch Perhonjokilaakso-Stil). Die Stilarten sind nach dem Ort Haapavesi und dem Fluss Perhonjoki benannt, zwei Zentren der Volks- und Kantelemusik.

## Mythologie

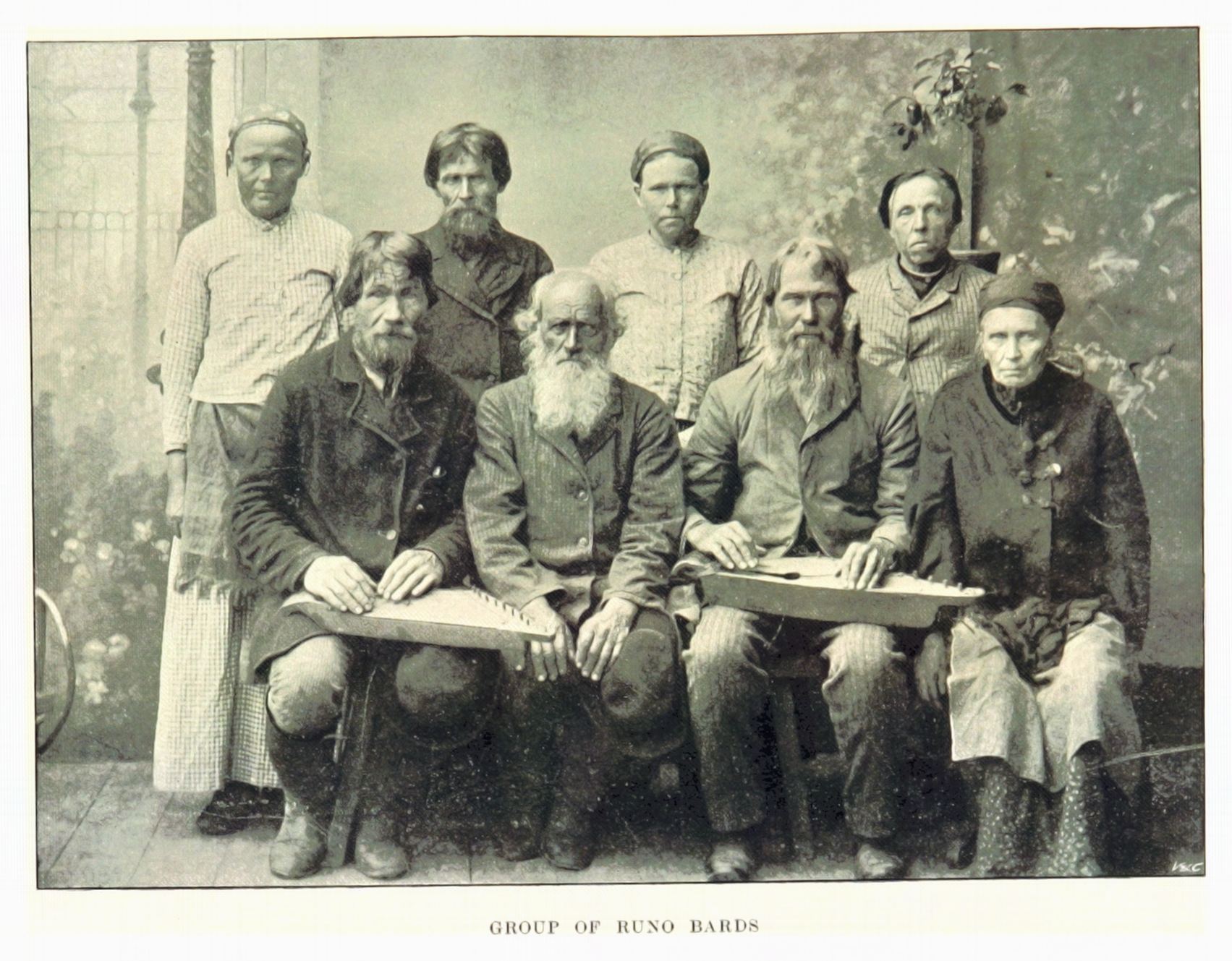
Finnische Folkloregruppe mit zwei Instrumenten (1897)

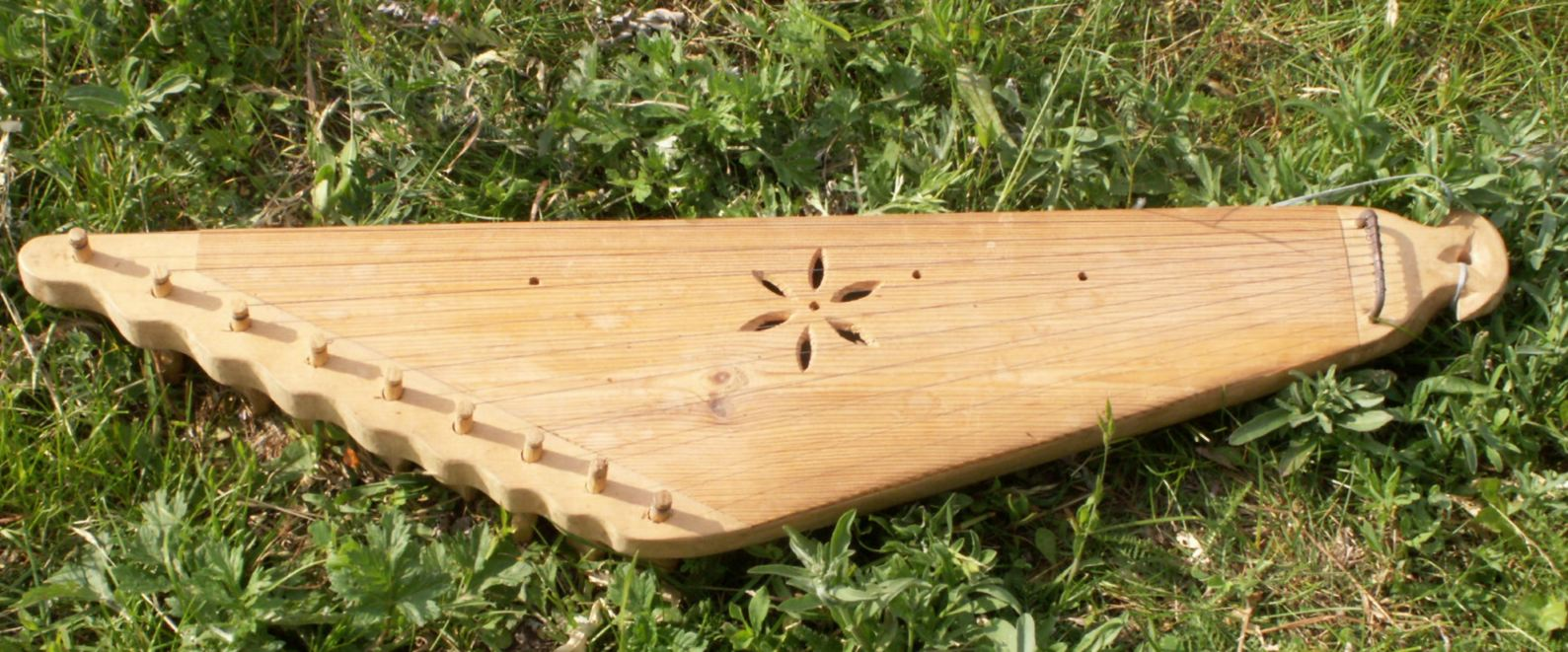
Traditionelle litauische kankles

Im finnischen Nationalepos Kalevala fertigt der alte Zaubersänger Väinämöinen die erste Kantele aus dem Kiefer eines gigantischen Hechts. Aus den Zähnen werden die Wirbel gemacht, für die Saiten werden Rosshaare genommen. Als er sie spielt, kommen alle Tiere des Waldes herbei und lauschen; die Menschen lassen ihre Arbeit ruhen und sind vom Klang ergriffen. Die zweite Kantele fertigt er später aus einer Birke.
Die Kantele ist namensgebend für die Gedichtsammlung Kanteletar („Kantele-Spielerin“), die wie Kalevala ebenfalls von Elias Lönnrot zusammengestellt wurde.
An der karelischen Universität in Petrosawodsk gibt es einen Lehrgang im Kantelebau und -spiel, der von zwei Kantelemeistern geleitet wird. An der Sibelius-Akademie in Helsinki kann man traditionelles und modernes Kantelespiel studieren.

## Bezeichnung in anderen Sprachen
Die finnische Bezeichnung des Instruments kantele wird ebenso wie Estnisch kannel als Lehnwort aus einer baltischen Sprache angesehen. Auf Lettisch heißen die entsprechenden Instrumente kokle, auf Litauisch kanklės. Litauisch kantelis ist dagegen das Lied (daina). Ähnlich ist die gusli in Nordwest-Russland. Die namensverwandte finnische jouhi kantele gehört typologisch zu den Leiern.
Die Herkunft der baltisch-finnischen Wortgruppe um kantele wird gemäß zwei Ende des 19. und Anfang des 20. Jahrhunderts aufgekommenen Theorien auf ein ursprünglich slawisches Wort, zu dem etwa gusli gehört („slawische Theorie“) oder auf eine uralische Ursprache, von der Finnisch abgeleitet ist, zurückgeführt („finnische Theorie“). Dementsprechend könnten die so benannten Saiteninstrumente von Slawen eingeführt oder im baltisch-russischen Raum entwickelt worden sein.